# یوری ایستومین
یوری ایستومین (اوکراینی: Юрій Васильович Істомин؛ ۳ ژوئیهٔ ۱۹۴۴ – ۶ فوریهٔ ۱۹۹۹) بازیکن فوتبال اهل اتحاد جماهیر شوروی سوسیالیستی بود.
از باشگاه‌هایی که در آن بازی کرده‌است می‌توان به باشگاه فوتبال زسکا مسکو و باشگاه فوتبال متالیست خارکوف اشاره کرد.
وی همچنین در تیم ملی فوتبال شوروی بازی کرده‌است.